# 国際的な子の奪取の民事上の側面に関する条約
国際的な子の奪取の民事上の側面に関する条約（こくさいてきなこのだっしゅのみんじじょうのそくめんにかんするじょうやく、英語: Hague Convention on the Civil Aspects of International Child Abduction / フランス語: Convention de La Haye sur les aspects civils de l'enlèvement international d'enfants）とは、子の利益の保護を目的として、親権を侵害する国境を越えた子供の強制的な連れ去りや引き止めなどがあった時に、迅速かつ確実に、子供を元の国家(常居所地)に返還する国際協力の仕組み等を定める多国間条約である。全45条からなる。
ハーグ国際私法会議にて、1980年10月25日に採択され1983年12月1日に発効したハーグ条約のひとつである。
未成年者が連れ出された国家、および連れ込まれた国家の両方が、条約加入国である場合のみ効力を有する条約である。

## 概要
本条約は、親権を持つ親から子を拉致したり、子を隠匿して親権の行使を妨害したりした場合に、拉致が起こった時点での児童の常居所地への帰還を義務づけることを目的として作られた条約である(条約前文)。あくまでも子供の居住国の家庭裁判所の権限を尊重するために作られたもので、子供の親権や面接交渉権に関して判断を下すものではないが、条約の執行において結果的に居住国側の法律が優先されて執行することとなる。
つまり、国際結婚で夫婦間が不和となり、あるいは離婚となった場合、一方の親が他方の親に無断で、子供を故国などの国外に連れ去ることがある。それが子供を連れ去った元の居住国では不法行為であっても、連れ去られた先の国家に国内法が及ばないことから、連れ去られた側が事実上泣き寝入りを強いられる。そういった場合、元の居住国に子供を返還することを目的とする。
この条約は最終的な親権の帰属を規定するものでなく、あくまでも子供を、元の居住国への返還を規定するものであり、親権の帰属については別途法手続きを行うことになる。
本条約が適用される子供は、16歳未満までであり、それ以上に達すると、本条約は適用されなくなる（第4条）。また連れ去った先の裁判所あるいは行政当局は、子の返還を決定するに際して、子が反対の意思表示をし、子の成熟度からその意見を尊重すべき場合は、返還しない決定をすることもできる（第13条2項）。
日本では、離婚の際、家族法上子の親権者を夫婦のどちらか一方に決める、単独親権制が取られ、子の養育の権利・責任（親権）は、母親が引き受けることが多い。一方でアメリカ合衆国やフランスでは、両方の親に親権が与える、共同親権制が取られる。こうした欧米諸国と日本での離婚や親権、面会権などについての考え方の相違や、国内法との整合性の問題、家庭内暴力（DV）が原因のケースでは、再びその対象になりかねない懸念があり、日本の自公連立政権では加盟に慎重であった。
しかし、国内外において国際離婚に伴う子の略取問題への関心が高まっていることと、欧米、特にアメリカ合衆国連邦政府の強い外交圧力から、日本国政府は2011年（平成23年）5月20日に、加入を閣議で了解。2013年（平成25年）5月22日に条約が国会で承認され、同年6月12日に実施法が成立。2014年（平成26年）4月1日から効力が発生することとなった。

## 締約国
地図は2011年10月時点での締約国を示している。

## 条文
- CONVENTION ON THE CIVIL ASPECTS OF INTERNATIONAL CHILD ABDUCTION（国際的な子の奪取の民事面に関する条約）（英文）
- 法制審議会による対訳

## 子の利益
本条約に基づく子の常住居国への身柄の返還は、原則、子の利益（「子を返還することが子にとって良いことか?」）を考慮することなく行われる。このことに関し、ハーグ国際私法会議が発行するExplanatory Report on the 1980 Hague Child Abduction Conventionはパラグラフ23で「違法に連れ去られた子の迅速な返還に関して、条約には子の利益を考慮する明文の規定は存在しない」と解説し、その理由として「子の利益は曖昧な概念で法的判断に適さないこと」（パラグラフ21）および、「連れ去られた先の裁判所が子の利益を判断すると、その国の文化的、社会的価値観を反映した子の利益になり、連れ去られた元の国の価値観と合わない」（パラグラフ22）を上げている。
ただし本条約は、子の利益に関連して返還をしない決定をできる特例を2つ上げている。
- 「子を肉体的、精神的な危害にさらす」または「子を耐え難い状況に置く」重大な危険がある（本条約13条b）
- 子が返還に反対の意思を示し、子の意見を聞くだけの年齢に達している（本条約13条2項）

「子を耐え難い状況に置く」という特例は幅広い解釈が可能であるが、「子の利益に反する」より限定された場合にしか適用することはできない。子の意思に関して、何歳から子の意見を聞くべきかについては、条約起草段階でも議論されたが結論が出ず、個別の事案について判断することとされた。
なお、この2つの特例は「裁判官が返還を命じなくても良い」特例であり、子の権利として「返還を命じられない」というものではなく、返還を命じるか否かは裁判官の裁量である。このため、十分意思表示できる子が明確に返還に反対の意思表示をしても、返還されない保証はなく、裁判官が裁量で返還を命じた場合にはそれに従わざるを得ない。
一方アメリカでは、「子の意見を聞くことは、子の心に負担をかける。親のうち一方を選び他方を捨てる判断を子にさせるべきではない。」との意見から、子は自分の意見を返還裁判で言うことすら許されない運用をされる場合がある。
日本における法制審議会の議論では、「子に対する危険(DVなど)や、子が返還を拒否している場合など、条約上の返還拒否事由がある場合、返してはならないと国内法を整備すべきだ」という意見に対し、「外務省の意見」ということで「条約上返還拒否事由がある場合でも、国は子を返還させることができるように法律を作る」という意見が出され、了承されている。

## 運用面の実態
ハーグ国際私法会議の事務局はProfessor Nigel Loweに依頼して、2003年における運用実態をまとめたレポート「2003年に行われた1980年10月25日ハーグ条約に基づく申請の統計分析(A statistical analysis of applications made in 2003 under the Hague Convention of 25 October 1980 on the Civil Aspects of International Child Abduction (PDF) )」を2008年に公表(アドレス)している。調査は条約締結国に報告を求める形で行われている。
それによれば、2003年に行われた申請は全世界合計で、子の帰還に関するものが1259件、面接交渉に関するものが238件であった。子の帰還に関する申請では、子を連れ去ったとされる者は、母854件(68%)、父367件(29%)、親族25件(2%)、その他7件(1%)であり、圧倒的に母が多い。父母で97%を占める。ただし、本来この条約は営利誘拐などにも適用出来る。
国別では、訴えられた国では、1位アメリカ286件(23%)、2位イギリス142件(11%)、3位スペイン87件(7%)、4位ドイツ80件(6%)、5位カナダ56件(4%)となっている。訴えた国では、1位アメリカ167件(13%)、2位イギリス126件(10%)、3位ドイツ107件(9%)、4位メキシコ105件(8%)、5位オーストラリア75件(6%)である。
申請の結果については、子の帰還となったもの（自発的帰還を含む）628件(50%)、帰還が認められなかったもの413件(33%)、審議中113件(9%)、その他87件(7%)となっている。
年間の全世界での申請数がわずか1259件というのは、費用の面(各国が中央捜査機関Central Authorityを維持する費用、条約事務局を維持する費用など)を考えると、1件当たり非常に高価なものになっていると思われる。

## 連れ去りが子どもに与える影響
連れ去りにおいてもっとも心理的に悪影響を及ぼすのは、親による子の奪取が犯罪となるアメリカなどの国において、連れ去った親と共に、子供が逃亡生活を余儀なくされる場合である。
犯罪者となるため、子どもを連れ去った側の親は、法の目をかいくぐりながら引越しを繰り返し、偽名を使っての生活を余儀なくされる。連れ去られることにより、子どもは自分を最も愛してくれる人を失うだけでなく、玩具、ペット、友人、先生、学校、慣れ親しんだ遊び場、行きつけの店、日々の日課、安全の感覚、祖父母やいとこ、一方の親の文化をも失う。さらに、会いたい親に会わせてもらえないことにより、奪取した側の、同居親との信頼関係も失われる。また、子どもから見て、連れ去った側の同居親は、唯一の情報源であるにもかかわらず、もう一方の親について「父親は死んだ」とか「母親はもうお前のことを愛していない」と嘘をつくことが多い。この立場を利用したマインド・コントロールにより、子どもは、片親に会う機会、さらには精神的なつながりも消去される。小さい子どもは、会えない時間が長くなると、残された親のことを記憶すらも次第に思い出せなくなる。
連れ去られた子どもは、その後、人から見捨てられる不安を持ち、人間関係を信頼することが困難になる。連れ去りによってしばしば子どもに、分離不安、ADHD、PTSD、摂食障害、学習障害、行動障害などの精神的障害が起こる。
たいていの場合、子どもは、連れ去った親により、一人の意思を持った人間として尊重されるのではなく、交渉を有利に進めるための道具、仕返しのための道具として使われる。子どもを他の親から引き離すのは、子どもの利益を第一に考えるからではなく、怒って仕返しをするためであることが多い。またこの場合、子どもを連れ去った後に、子どもへの虐待が多く行われる事例が報告されている。
連れ去った後で23%の親が、子どもへの身体的虐待をしていたという調査もある。子供の略取虐待の公的統計や病院の集計において、虐待者である比率が最も高いのは、同居の母親である。
連れ去った親にとって、就職や新しいパートナー探しをする上で、子どもの存在が邪魔になることもある。特に、連れ去った親にできた新しいパートナーは、連れ子への経済的な負担を良しとしない場合もある。子どもは、親の新しいパートナーから、性的虐待を受ける場合もある。子どもは、連れ去りにより、誰の目も届かない状況に置かれ、誰の助けも無い状態で、自分を連れ去った親や、その新しいパートナーと同居しなければならない。子どもは同居親に対して、強い怒りを覚えることがあるが、怒りが一方の親に向かうこともある。子どもの目から見れば、非同居親は、会いに来てくれず、自分を探してくれないのであり、見捨てられたように見えるからである。また、怒りが子ども自身に向かうこともある。離婚は自分のせいで起きたと誤って思い込んでいることが多いからである。そのため、連れ去られた子どもの抑うつ症状や自殺は、まれなことではない。連れ去られた子どもの心に与えられた打撃は、長く子どもの心に残る。以上のように、連れ去りは、最も悪質な児童虐待とする意見が北米では多く述べられる。

しかし一方、離婚後に、普通に子供が母親の側に引き取られる場合は子供にそれほど心理的悪影響が及ばないことが確認されている。子供の事実上の育児者である母親が事情をちゃんと説明した後で子供を母親の国に連れ去った場合には、大半の子供は「仕方ない」との意見を述べており、親の離婚を経験する子どもとして当たり前の感想が述べられ、上記のような過激な結果は見られないことが、イギリスにおける子の国際的奪取を専門とするNGOである、Reuniteの調査で確認されている。

## DVの問題
本条約調印国の間で出された報告書の追記（Annex）「報告書で指摘された重要事項」（Key issues raised by the Report）の3項によれば、条約が執行された申請事件の368件のうち、54%においてDVの存在が確認されており、その中で34%の残された側の親（夫）の暴力を認めているか、あるいは以前に暴力を行ったとの疑いが持たれる。またオーストラリアで行われた国内での奪取も含めた問題に関する全国調査では、奪取の6%は暴力を逃れるためであったとの結果が報告されている。さらに同章4項において、報告書の調査対象の母親達は「深刻な身体的および性的暴力および人命を危うくするような夫の行動を経験した後に、自分及び子供の命が危険に晒されていると結論するに至った」とある。そのうちの40%は、条約執行の判断基準となる「常居所地」自体が、夫による強制あるいは欺瞞による結果となる。そのため、夫から別居、および子の親権を獲得したあとであっても、常居所地にとどまっている間は、夫からの執拗なストーカ行為および暴力の被害にあっていることが確認されている。
さらに同章の5項において、これらの被害者は、常居所地において何度も公式および非公式の救済措置を求めるが効果がなく、いくつかの場合には、逆に虐待する夫に有利な措置が取られた件が報告されている。同章の6項において、アメリカの多くの州では母親の身の安全に特に感心はなく、これらの母親がDVの被害者である場合も、過半数のケースで母親の強制送還が執行され、12件中7件のケースで暴力を振るう父親の方に、子供が引き渡される結果になったと記述されている。。
条約の条文では、子供に「深刻な危険」を及ぼすDVだけが、有効な拒否理由となる。あくまで子供に深刻な危険が認められる場合に限られているため、配偶者へのDVは対象外となる。この問題を扱った法律家の論文において、残酷なDV被害の存在の明らかであるにもかかわらず強制送還が執行され母親が子供のために虐待を覚悟してまで夫も元に戻った例が書かれている。報告書の132項は、条約には子供の親に対するDV暴力からの保護が明記されていないことが、本条約の限界であるとも指摘している。

## 各国での家族法の相違

### 離婚後の共同親権と単独親権
「国際的な子の奪取の民事面に関する条約」は、共同親権、単独親権の、どちらの場合にも対応している。
離婚後共同親権とは、離婚後も両親が共に参画して親権を行使することを意味し、片親が勝手に親権を行使することは許されず、両親の合意で親権を行使することを意味する。子の養育に関する様々な判断、例えば「どこに住む」「どの学校に進学する」「課外活動に何をさせる」「どのような医療を受けさせる」「どのようなアルバイトを許可する」「お小遣いをどうする」などは全て両親の合意において決められる。しかし現実には、離婚の際に詳細な取り決めを行い、「両親が合意できない場合は、父母どちらの意見を優先するか」とか、「合意できない場合に中立の仲裁者を立てて決める」とかの取り決めを行う。特に、居所指定権（どこに住むかの決定）については詳細に取り決められることが多く、「1週間のうち何日は誰と過ごす」「1年のうち何か月は誰と過ごす」などが決められる。このため、一旦居所が外国に決まると、子が成人するまで、その国から子も両親も転居することは不可能に近くなる。
アメリカでは州ごとに制度が違い、ニューヨーク州やカリフォルニア州などリベラル色の強い地域を始めとする過半数の州では両親の合意がある場合には共同親権・共同監護が適用される。監護権を持たない方の片親には面接権が認められている。しかし、現実には、単独母親親権が75%、単独父親親権が15%であり、共同親権・監護を適用しているのは、たった10%にしかすぎない。親権を持っていない親の40%は、面会権さえも持っていない。
日本では、民法819条により離婚後は両親のいずれかの単独親権となる。

### 面接交渉権
面接交渉権に関しては、条約の第21条で規定されており、さらにそこで引用されている第7条の非強制的解決が準用される。結果、面接交渉のため、強制的な子の引渡しの実行までは、認められていない。また、一方の親の面接交渉に対する他方の親の妨害は、第3条に言う「違法な子の連れ去りまたは隠匿(wrongful removal or retention of a child )」には該当しない。

## 子の奪取の刑事法上の扱い
「国際的な子の奪取の民事面に関する条約」に基づく手続きは民事によるもので、刑事事件については規定していない。しかし、米加独仏など多くの先進国では、下記のように、国内でも親による子供の連れ去りは犯罪として扱われている。国外への連れ去りは日本以外のほぼ全ての先進国で犯罪とされており、連れ去った一方の親に対して逮捕状が出されることも珍しくない。連れ去った先の国でも連れ去りが犯罪とされていれば、引き渡し条約に従って犯罪者として引き渡される可能性がある。そうでない場合も、国外に出ると逮捕される可能性がある。

### アメリカ合衆国
アメリカの連邦法は、親が子を国外に連れ去ることを犯罪としている。、国内での連れ去りについては、州境を超えると連邦法（PKPA）上の犯罪として捜査するが、FBIが犯人を逮捕した後は、犯人は元の州に連行されて州法で裁かれるので、連邦法での訴追は無い場合がある。州法では、全ての州が親による国内での誘拐を犯罪としている。ただし、刑期の長さなどの細部は州ごとに異なる。。一方の親が単独で親権を持っていたとしても、他方の親が面接交渉権を持っていれば、単独親権者による子の国外への連れ去りは、面接交渉権の侵害として誘拐の犯罪となる。これは、本ハーグ条約でも接触（面接交渉）の権利の侵害で、子の返還を認めること（第1条）と同じである。日本の外務省が提供する「海外安全ホームページ」では、米国について、次のように述べている。「父母のいずれもが親権（監護権）を持つ親であっても、一方の親権者の同意を得ずに子の居所を移動させること（親が日本に帰国する際に子を同伴する場合を含みます）は、子を誘拐する行為として米国の国内法では重大な犯罪（実子誘拐罪）とされています。」

### カナダ
カナダについても、同様である。在カナダ日本大使館は、次のように述べている。「父母のいずれもが親権または監護権を有する場合に、または、離婚後も子どもの親権を共同で保有する場合、一方の親が他方の親の同意を得ずに子どもを連れ去る行為は、重大な犯罪（実子誘拐罪）とされています。（14歳未満の子の連れ去りの場合、10年以下の禁錮刑等を規定。（刑法第282、第283条））」

### イギリス
イギリスにおいては、不文法（コモンロー）による「誘拐」（Kidnap）と、成文法による「子の奪取」(Child Abduction)は法律上区別されている。
子供の奪取(Child Abduction)は、さらに奪取したのが誰かによって分かれる。「1984年子の誘拐法(Child Abduction Act 1984)」による罪で、子を連れ出した者が「親または後見人等である」場合は、「子が16歳未満である」「イギリス国外に連れ出した」「子の他の親や後見人の同意を得ていない」の3条件を満たした場合犯罪となる。国内での子供の奪取は犯罪とならない。「イギリス国外に連れ出した期間が1か月以内である場合」または「裁判所のresidence orderがある場合」にも犯罪とならない。子を連れ出した者が「親または後見人等以外」の場合は、「子が16歳未満である」「子を法的権限者(親など)の支配下から離脱させる目的で連れ去った」場合に犯罪となる。
誘拐(Kidnap)は、「本人の同意なく」「暴力または偽計により」「法律上の許可なく」「他人を連れ去る」ことで成立する不文法（コモンロー）の犯罪である。連れ去られるのが成人でも犯罪となる。
このように「child abduction」と「kidnap」では、「子の年齢に16歳未満という制限があるか否か」「暴力または偽計を必要とするか否か」「同意は連れ去られる本人のものか、連れ去られる子の親や後見人等のものか」「イギリス国外への連れ去りが必要か否か」という違いがある。また、成文法による罪かコモンローによる罪かという違いもある。

在英日本大使館は次のように述べている。「Child Abduction Act 1984は、親権を持つ片方の親を含む「子と関連する者（a person connected with a child）」が、他に親権を持つ者の同意なしに16歳未満の子を英国外に連れ出した場合は刑法上の罪（子の奪取：child abduction）を構成すると規定しています。たとえ両親が離婚していたとしても、通常もう片方の親も引き続き親権を有していますので、「子の奪取」が成立する可能性があります（裁判所が子を国外に連れ出すことについて許可している場合はこの限りではありません）。「子の奪取」で有罪とされた場合、略式手続による場合は6ヶ月以下の拘禁刑若しくは罰金又はその両方、正式手続による場合は7年以下の拘禁刑に処されます」。親による誘拐については、この法律の他に、コモン・ロー（不文の慣習法）により処罰される。

### オーストラリア
オーストラリアにおいては、親による子の誘拐は原則刑事上の犯罪とはされないが、裁判所の監護に関する命令に反する形での連れ去りは犯罪(家族法65Y, 65Z違反)とされる。これは、オーストラリアの家族法審議会(Family Law Council)が、「親による子の連れ去りは、本質的に犯罪ではない」「親による子の連れ去りを犯罪としても、子の返還に寄与しない」「他の方法の方が、子の返還に効果的である」等の理由で、「親による子の連れ去りを犯罪とすべきではない」との答申(Recommendation)を出しているためである。

### その他
その他フランス、ドイツ、ニュージーランド、アルゼンチンなどで連れ去りは犯罪とされている。

### 日本
日本においては、国内であっても、子である未成年者を略取、誘拐することは犯罪とされる(刑法224条)。しかし、母親が子を連れて実家に帰っても通常は犯罪とならないのは、それが略取（暴力を用いて連れ去ること）にも誘拐（嘘や甘言を使い連れ去ること）にも通常該当しない為である。略取や誘拐に該当する行為があれば、母親が子を連れて実家に帰る場合でも未成年者略取誘拐の犯罪になる。未成年者略取誘拐罪は親告罪であり、正式な告訴が6か月の告訴期限内に行われない限り、警察も検察も犯罪事件としては取り扱わない。
外国人の父親が子供を日本の国外に連れ去ろうと略取して有罪（ただし執行猶予付き）となった例、父親が実子を略取し未成年者略取の罪に問われ有罪となった例があるが、いずれも裁判所は「有形力を用いて連れ去った略取行為」の事例として整理している。

## 各国・地域の状況

### ヨーロッパの状況
ヨーロッパでは、元来多くの国が隣接しており、国外へ子どもを連れ去ることが容易であったが、大半の国は「欧州監護条約」（子の監護の決定の承認および執行ならびに子の監護の回復に関する欧州条約）を締結している。また、「ブリュッセルII新規則」（婚姻関係事件及び親責任事件に関する裁判管轄ならびに裁判の承認及び執行に関する理事会規則）は、2005年3月1日以後、デンマークを除くEU加盟国において適用されるEUの域内統一規則になっている。
イギリスでは子供と会うことができない父親がFather4Justiceという抗議団体を組織して、派手な抗議活動を行いマスコミに取り上げられた。

#### 返還後の子の監護者不在問題
本条約で子が常居所国に返還された後、誰も子を監護をせず、子が施設に入れられるケースが発生し問題となった事案がある。オーストラリアで暮らしていたオーストラリア人とスイス人の夫婦(Mr. Russell Wood and Mrs. Maya Wood-Hosig)の事件(Wood事件と言われる)で、オーストラリアで離婚後、スイス人の元妻が10歳と8歳の子をスイスに連れ帰り、本条約により子はオーストラリアに返還されたが、オーストラリア人の元夫は子を引き取ることが出来ず、子はオーストラリアの施設に入れられてしまったという事件である。その後、スイス人元妻の訴えにより、子はスイスの元妻に再度返還されている。
スイス政府はこの事件を受け、子を返還しなくても良い例外を定める本条約第13条(b)項の「耐え難い状況(intolerable situation)」を解釈して、このような場合に返還を認めない方針を打ち出している。

### アメリカ合衆国の状況
米司法省の推定では、アメリカでは毎年203,900人の子が家族に奪取されている（この数字は、アメリカ国内での奪取も含んだ総数である）。
米国各州の状況は、「子どもの養育と恒久的計画のための国立資源センター」（NRCFCPP）が行った調査によって概要を知ることができる。例えば大半の州では、親子関係を切らないための配慮として、別居開始後2か月以内に、親子間の交流の計画案が策定、実施される。
米国において、離婚後に単独親権を持つ親や共同親権を持つ親が、子どもを連れて、ある一定の距離を越えた引っ越しを行う際には、裁判所の事前承認を得なければならない。また、もう一方の親に事前通知する義務がある。これに違反する場合は、通常は親権が喪失され、誘拐として刑事罰の対象にもなりうる。

#### 米国務省「ハーグ条約（国際的な子の奪取の民事面に関する条約）遵守状況報告」
アメリカ国務省は、アメリカ合衆国議会の決議に基づき、1999年以降毎年、アメリカの立場から見た各国の本条約の遵守状況の報告書を作成している。ただし、アメリカから国外へ連れ出された子のアメリカへの返還を、各国が行っているかに関しての報告書となっており、アメリカ自身の遵守状況は記載されていない。
2010年の報告書「Report on Compliance with the Hague Convention on the Civil Aspects of International Child Abduction April 2010」では、不遵守国としてブラジル、ホンジュラス、メキシコ、不遵守傾向国としてブルガリアが名指しで非難されている。
- ブラジル：返還する場合、しない場合、どちらが子の利益になるかを裁判所が考慮していることを本条約16条違反とし、条約不遵守国として非難している。
- ホンジュラス：2件の長期継続事件（6年超と4年超）があるため、条約不遵守国として非難している。
- メキシコ：アメリカの隣国であるため件数が118件と最も多く、それに対し18か月経っても未解決のものが53件あり、十分な人員を配置していないこと、メキシコ当局の事件解決の優先順位が他の犯罪に比較し低いことをもって条約不遵守国と非難している。
- ブルガリア：奪取された子について専門家が生育環境の報告書を作成することについて、無用な返還の遅れを招いていると非難している。

#### ブラジルのハーグ条約不遵守による経済制裁の危機
2009年から2010年はじめにかけて、ゴールドマン親子のケースでは、6年間、ブラジルとアメリカの両国でゴールドマンの子どもをブラジルから取り戻す裁判が行われた。
この案件が基になり、ハーグ条約不遵守国の貿易利益を停止しようとするHR2702草案ならびに、3240HR草案がアメリカ議会に提出された。さらに、ニュージャージー州の議員であるフランク・ルーテンバーグ議員が、ブラジルの無関税貿易条約に署名することを保留すると発表した。この発表の数日後、ブラジル最高裁判所は、子どもをアメリカに戻す結審を出した。

### 日本
日本では、菅直人政権において、本条約に加盟することを念頭に、2011年5月、国内法の骨子案を作成し加入を閣議了解。2013年5月22日に条約が両院で承認され、同年6月12日に実施法が成立。2014年4月1日から効力が発生することとなった。実施法も施行した。

#### 加盟を巡る経緯
「ハーグ条約」をめぐり、アメリカ合衆国のキャンベル国務次官補が2010年2月2日、東京都内で記者会見した。日本が同条約を締結しない理由として、家庭内暴力(DV)から逃れて帰国する日本人の元妻らがいることを挙げていることについて「実際に暴力があった事例はほとんど見つからない。相当な誤認だ」と語った。同次官補は「大半は米国内で離婚して共同親権が確立しており、これは『誘拐』だ」と強調し、「解決に向けて進展がないと、日米関係に本当の懸念を生みかねない」と語った。
さらに、日本人女性による子の誘拐事案がDVから逃れるためだという主張は、当事者やその周辺の言い分であり、客観的に証明できる資料は公開されていない。その状態を、キャンベル国務次官補は、「子どもと切断されて、さらに虐待や暴力の濡れ衣まで着せられていることは、非常に痛ましいことだ」と表現している。
日本で離婚を経験し、子供の親権を失い、日本で家族法の改革運動を行なっているコリン・P・A・ジョーンズは著書での中で、DVに関する問題について次のように述べている。
1. もちろんDVが要因であるケースもあるはずだが、「ほとんど」という部分は統計等の裏づけがなく、主張だけが一人歩きしている。
2. 何もかもがDV・虐待にされる今の日本では、探せばすべての夫婦・親子関係において"男性からの暴力"を見つけ出すことが可能だろう。どんな些細なことでもDVと言うならば、この主張は間違っているわけではないが、それに意味があるのだろうか？
3. この主張を受け入れるとすれば、日本より充実したDV等の防止・被害者救済の諸制度が整っている可能性のある子供の常居所国の事情を、場合によっては完全に無視する必要がある。
4. また、DVから逃れるために、日本人が外国から子供を連れ去るのを認めるとするならば、同じ理由で日本から外国人が子供を連れ去っても認められるべきなのでは？
5. DVは世界の中で日本人特有の問題ではないが、他の86の国家と地域が条約を批准できているのは、なぜなのだろうか。

2009年3月に、アメリカのヒラリー・クリントン国務長官は、中曽根弘文外務大臣（当時）にハーグ条約加盟を要請し、中曽根外務大臣はこれに対して前向きに検討することを約束した。
2009年10月、ハーグ条約締約国であるアメリカおよび西欧諸国の特命全権大使は共同で、日本国政府に対して条約締結を要請した。民主党現政権の岡田克也外務大臣（当時）も、この要請に対して「前向きに検討する」と回答している。外務省に「子の親権問題担当室」が設置された。
- 2010年8月14日、日本国政府は、ハーグ条約を翌年に批准する方針を固めた[79][80]。
- 2010年9月29日、アメリカ合衆国下院は、子供の連れ去りは拉致であるとして日本を非難する決議を行った[81][82]。
- 2011年1月10日、日本国政府は、ハーグ条約の締結に向け、月内にも関係省庁による副大臣級の会議を設置する方針を固めた[83]。
- 2011年1月には、フランス上院が早期批准を促す決議を行った[84]。

2011年2月2日、外務省は2010年5月から11月まで行った「条約加入の是非についてのアンケート」の結果の概要をウェブページで公開した。11月までに64件の回答があり、締結すべきとするものが22件、締結すべきではないとするものが17件だった。なお、この「アンケート」は郵送式や電話式のものではなく、外務省のウェブページ(当時のアドレス(リンク切れ))上で「国際的な子の移動に関する問題の当事者となった経験者」に記入を呼びかける形式のものであった。日本国外では「誘拐」と扱われてしまうケースもあるが、子供をDVから保護するため、加盟には、当時与党である民主党も含めて、慎重論も根強かった。
2011年4月、アメリカ合衆国で離婚訴訟中に長女を日本に連れ帰った日本人女性が、2011年4月にたまたまハワイ州に行った際に、米国司法当局から身柄を拘束された。この事件については、2011年11月23日に米国ウィスコンシン州の裁判所で、30日以内に母親が米国の父親に長女を引き渡すことで、正式な司法取引が成立した。
この母親は、ニカラグア出身の米国籍の男性（39歳）と2002年にウィスコンシン州で国際結婚し、2人の間には長女（9歳）が誕生した。しかし、2人の夫婦関係は悪化し、2008年に男性は同州の裁判所に離婚訴訟を起こしたが、その直後に、日本人女性は男性のDVがあったなどと主張して、日本に長女を連れて帰国した。
ウィスコンシン州の裁判所は、2009年6月に、離婚を認めるとともに、男性を長女の単独親権者とすること、直ちに長女をアメリカ合衆国に連れ戻すか、日本で男性に長女を引き渡すことなどを命じ、この判決が確定した。これに対して、女性も、兵庫県で離婚と親権者の指定・養育費の支払いを求める裁判、親権者の変更を求める裁判を日本において起こしており、日本では母親に親権が認められ、米国人男性が争っていた。
子供連れ去り問題に長年取り組んでいる、共和党のクリストファー・スミス（Christopher Smith）下院議員は、この事例について「問題解決へ向け迅速に行動する必要があると、改めて日本国政府に警鐘を鳴らした」事例だと指摘している。
2011年7月28日、米国国務次官補キャンベルは、下院外交委員会において「日本の対応は遅い。アメリカ合衆国の忍耐にも限度がある。」と述べた。
2011年10月、日本の法務省はハーグ条約受け入れのための国内法の原案を作成し、パブリックコメントを募集した。法務省の原案は、子供の連れ去りが暴力的な配偶者から逃げる目的であった場合や、連れ去った親が誘拐について訴追される恐れがあるような場合には、子どもを返還する必要がないとしている。これに対して、アメリカ合衆国、カナダ、イギリス、フランス、オーストラリア、ニュージーランドの6か国政府は、共同で意見書を提出した。
2012年2月、法制審議会がまとめた法律要綱に対し、子の利益の観点から懸念が表明されている。

#### 子の引渡しに関する法的問題点
従前の日本法に基づいても、外国人が日本国内の子の引渡しを求めることは可能である。子の親権者を定め、子の引渡しを命じる外国の裁判所の確定判決がある場合、民事訴訟法118条の条件を満たせば、日本の裁判所より民事執行法24条の執行判決を受けることにより、子の引渡しの強制執行が可能になる。実際にそのような例が報告されている。
反対に、本条約に加入しなくても、アメリカ合衆国の現行連邦法に基づき、アメリカに連れ去られた子どもが、日本に引き渡された判例もある。これは、子の扶養・監護手続に関する統一州法 (the Uniform Child Custody Jurisdiction and Enforcement Act、略称UCCJEA)という法律に抵触し、子供は過去6か月以上アメリカに住んだ事実がなく、子供の居住地は日本であると認められたからである。
一方の親から本条約による子の返還の申し立てがあった場合、「そもそも返還を請求した親に親権があるのか」という点が問題となる。親権の存在は本条約3条の「違法な連れ去り」の前提になり、また親権がないことは、本条約13条(a)の返還拒否の理由となる。

#### 個別のケース
2009年10月には福岡県柳川市で、アメリカと日本の二重国籍の男性が、子供を母親から略取し、アメリカの領事館に逃げ込もうとしたところを、未成年者略取の容疑で警察に逮捕される事件が発生した
。報道によると、男性は妻の父親の援助で九州大学の医学博士を取得した後に結婚、日本に帰化、日本で東京証券取引所マザーズに上場している製薬関係のベンチャー企業の社長になるなどしていたが、アメリカの大学時代のガールフレンドと不倫の挙句、日本に家族を残し渡米。妻と子供たちがその後を追ってアメリカの空港に到着した翌日に離婚を申請。訴訟において、財産の半分と私養育費も支払う代わりに母と子はテネシー州内に滞在し、子が年に4か月間父と暮らすこと、父母のどちらかが子と州外に引っ越す場合は事前に相手に連絡し同意を得ることなどが裁判所の調停で定められた。男性は離婚の裁定が出た1か月後に同じように離婚した愛人と結婚している。その後母親が裁判所における取り決めに反して無断で子どもを日本に連れ帰ったため、テネシー当局は母親の逮捕状を発行している。 逮捕された父親は罪を認め反省を示したため、起訴されなかった。
このケースにおいて、もし日本が条約を批准していたとしても、子のアメリカ滞在が短いため、常居所地がアメリカと認定されるとは限らず、子がアメリカに強制的に送還されて問題が解決するとは限らない。さらに、条約を批准していない現状においても、父親から子の引渡しを求める法的手段は存在するため。
その後、父親が元妻に損害賠償を求めた民事訴訟で、米テネシー州の裁判所は、慰謝料など610万ドル（約4億9000万円）の支払いを元妻に命ずる判決を下した。
これらの事案とは逆に、外国国籍を有する親によって子供が日本から外国へと連れ去られる事件も発生している。